# Conistra takasago
Conistra takasago är en fjärilsart som beskrevs av Kishida och Yoshimoto 1979. Conistra takasago ingår i släktet Conistra och familjen nattflyn. Inga underarter finns listade i Catalogue of Life.

## Bildgalleri

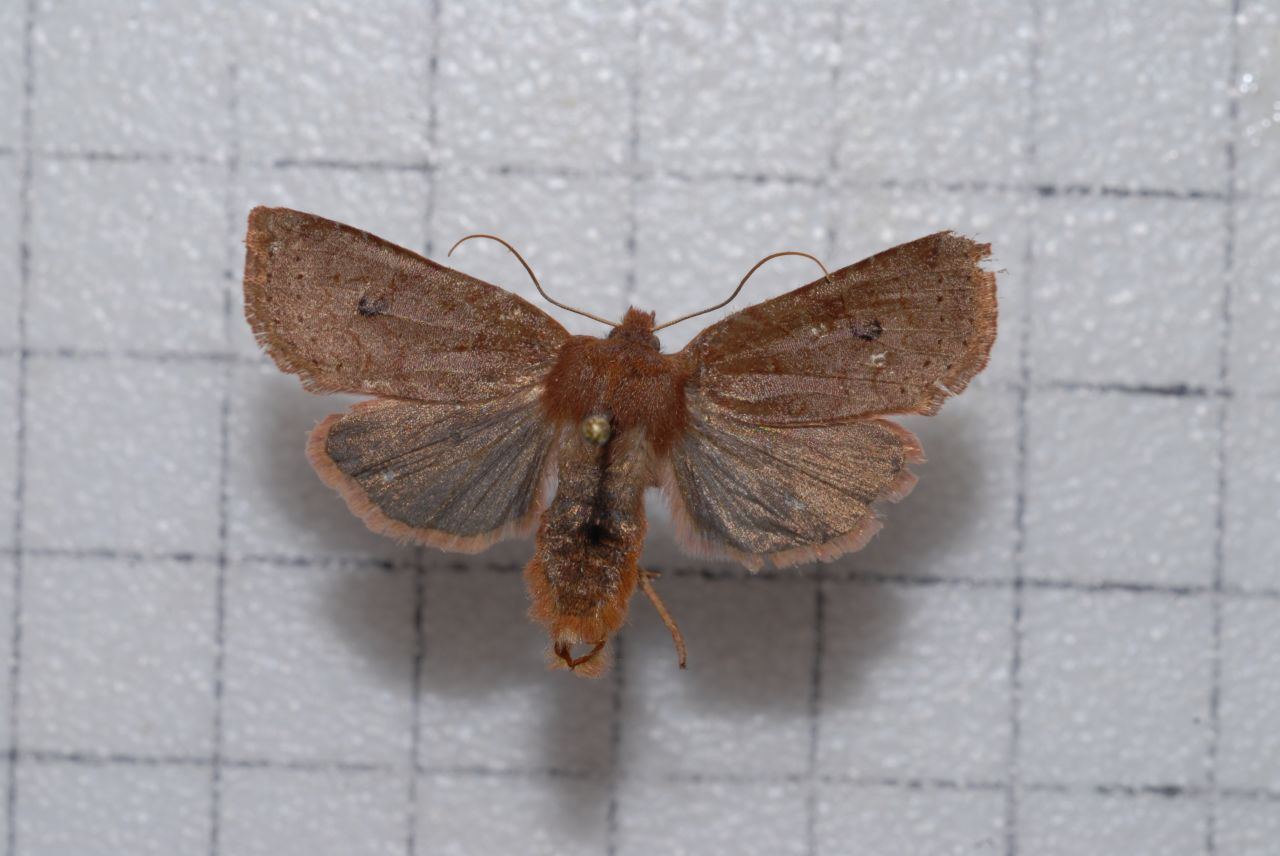
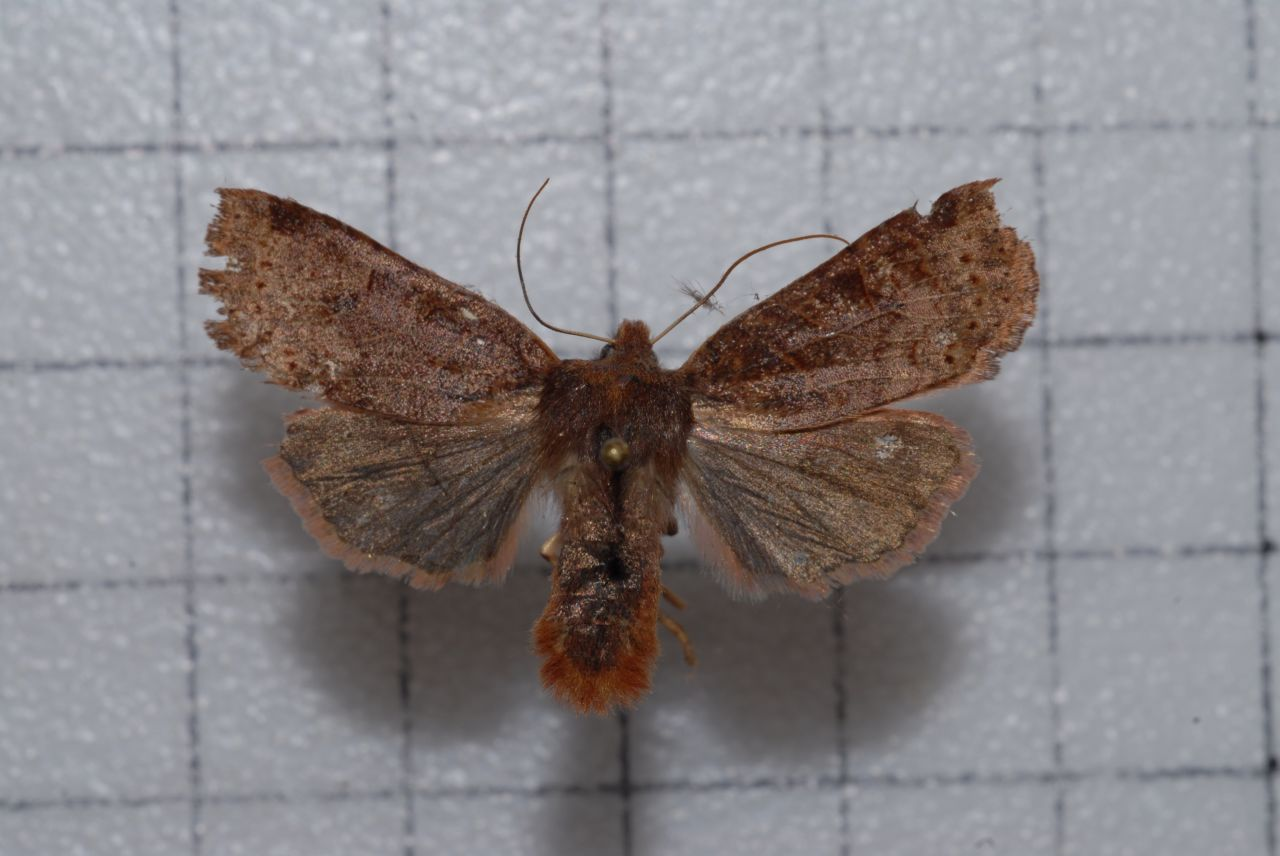
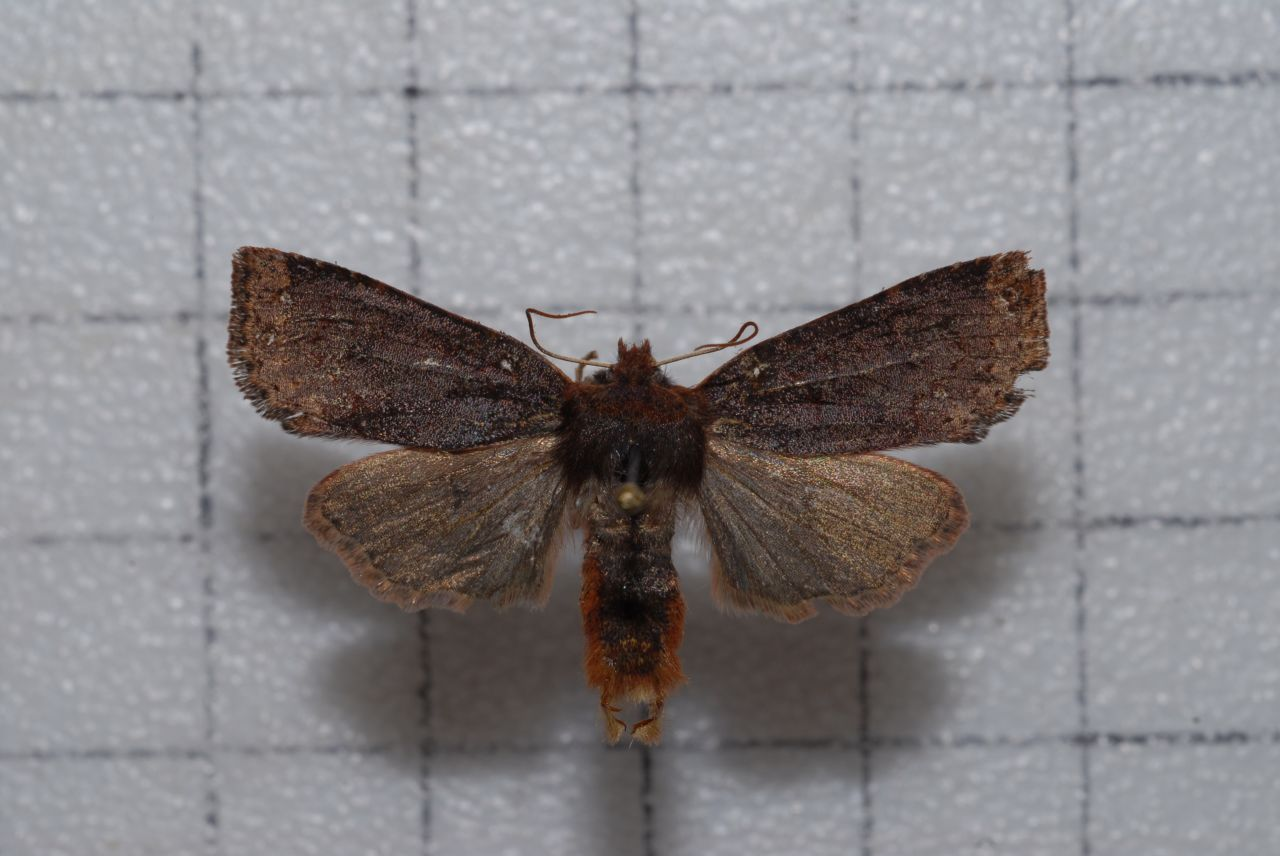
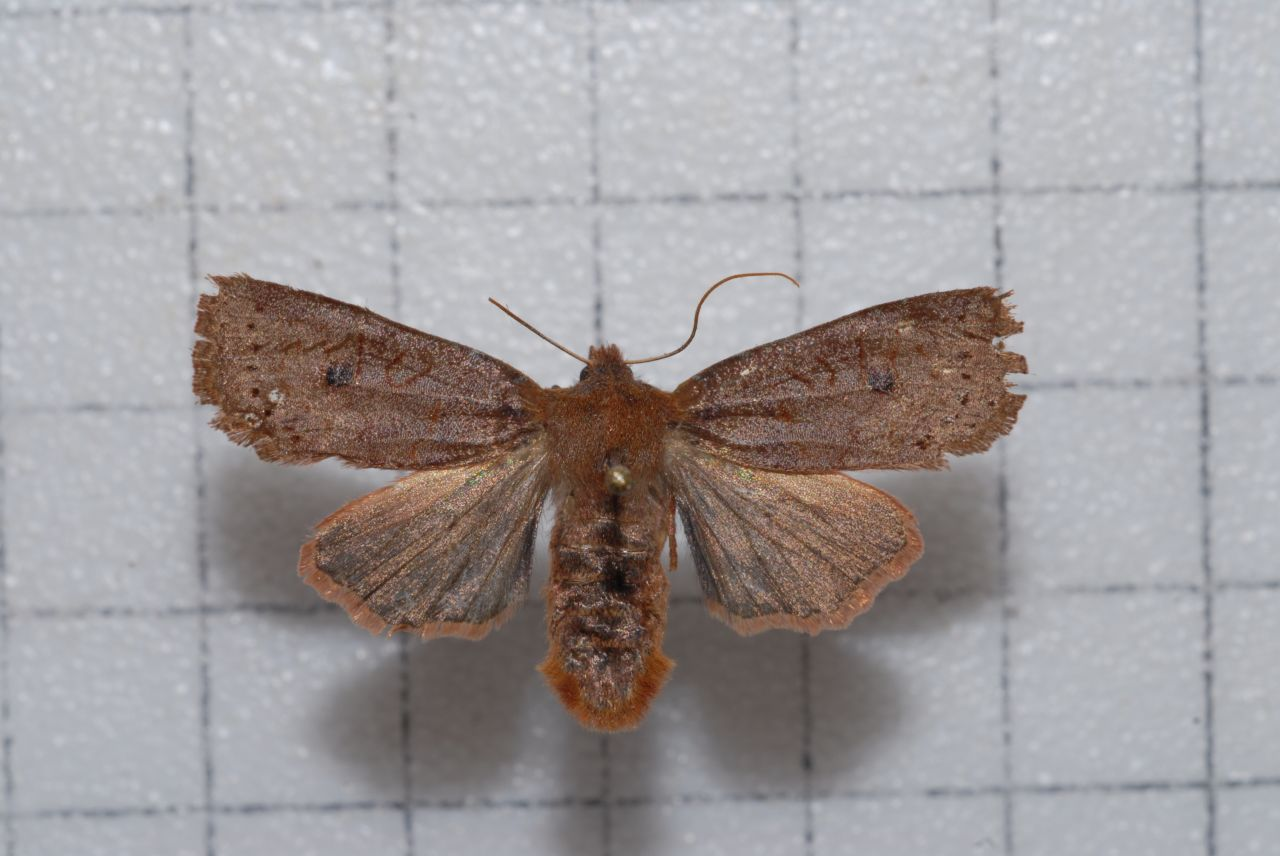
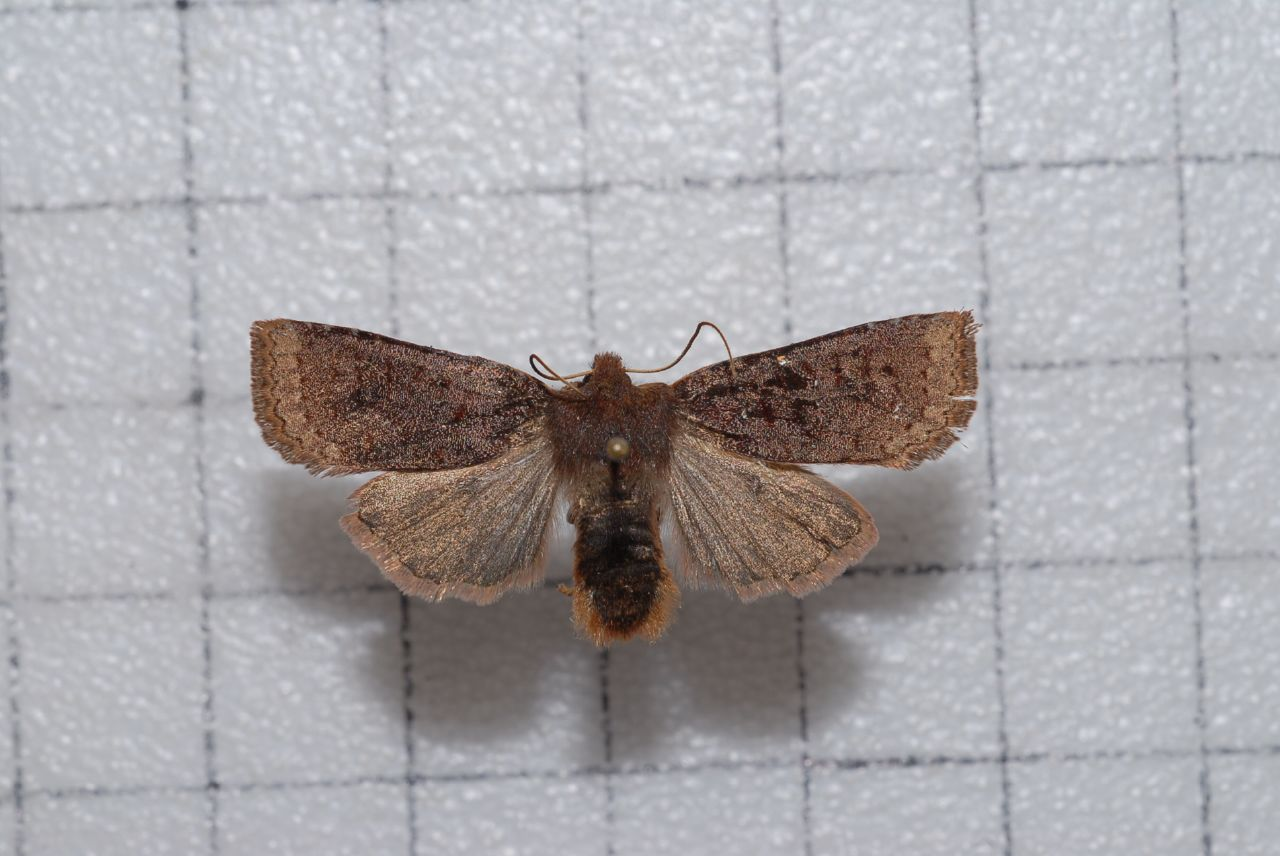
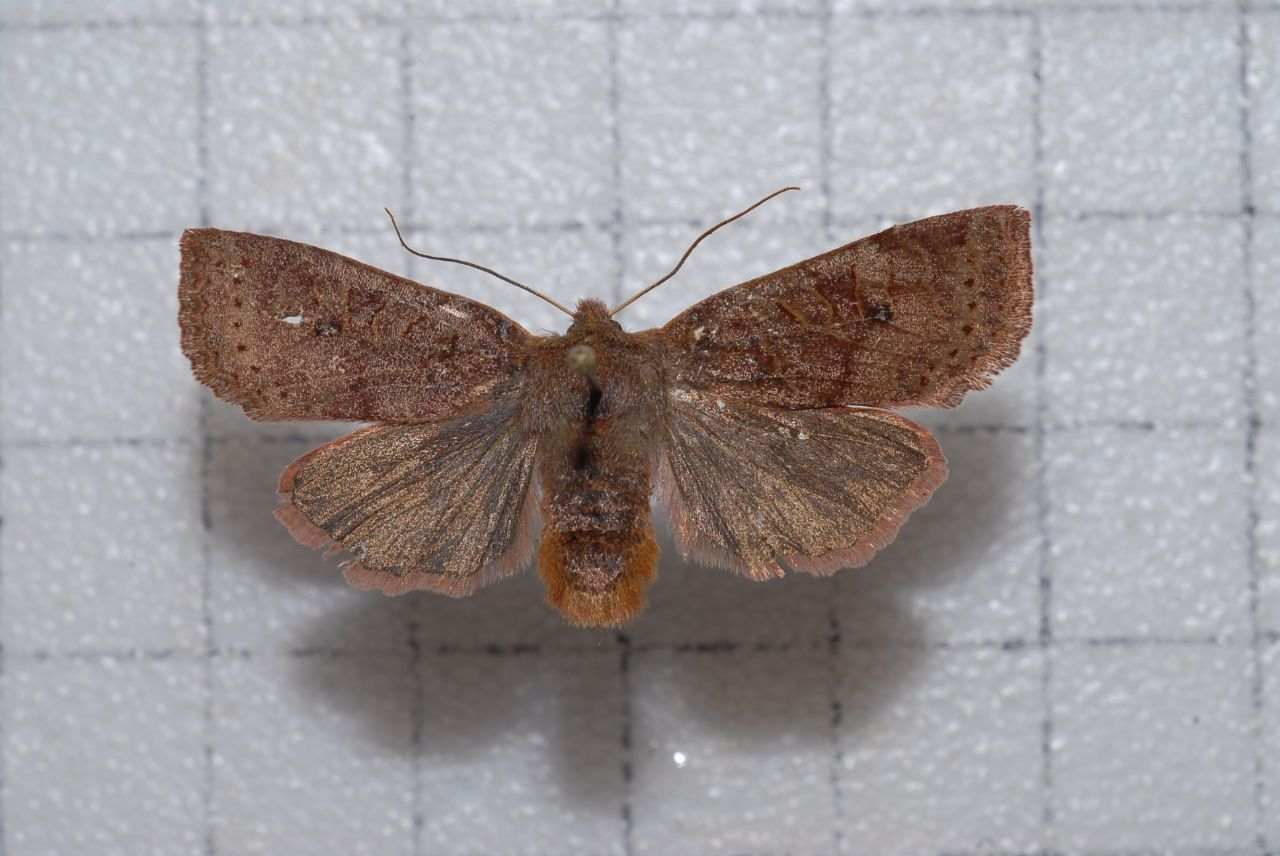